# Веслі Снейдер
Ве́слі Сне́йдер (нід. Wesley Sneĳderⓘ, нар. 9 червня 1984, Утрехт, Нідерланди) — нідерландський футболіст, півзахисник.

## Біографія
Майбутній футболіст народився в Утрехті в 1984 році. Тато був футбольним профі і по його слідах пішли усі троє синів: Джефрі, Ролдні та Веслі. 1992 року талановитого хлопця зарахували до славнозвісної юнацької академії «Аякса» — «Де Тукомст».

## Кар'єра
Своєму дебюту у великому футболі юнак завдячує наставництву Данні Блінда. Блінд був одним із тренерів клубу і у 2002 році порадив головному тренерові, Рональду Куману дати шанс Снейдеру. Спочатку півзахисника випустили на гру Кубка країни, а згодом Веслі провів першу гру у чемпіонаті Нідерландів — 2 лютого 2003 року в поєдинку проти «Віллема II». Вже через місяць забив перший гол за «Аякс», і 30 квітня 2003 р. дебютував у національній збірній Нідерландів.
В сезоні 2003/04 19-річний півзахисник став безперечним гравцем основи, його визнають одним з найперспективніших футболістів Нідерландів. «Аякс» перемагає у чемпіонаті країни, а Снейдера у складі збірної «оранжевих» беруть на Євро 2004.
Улітку 2007 року перейшов до мадридського «Реала» за 27 млн. євро. Відразу ж у першому сезоні забив 9 голів у Прімері — непоганий результат для гравця середини поля. Він виділявся на полі, став одним з лідерів команди, яка під керівництвом Бернда Шустера виграла чемпіонат Іспанії-2008.
27 березня 2009 року Веслі був куплений «Інтером» у мадридського «Реала» за €15 мільйонів. Він отримав номер 10 і дебютував через день після підписання контракту. 28 жовтня 2010 року Снейдер підписав продовження контракту на п'ять років, пов'язавши себе з клубом до 2015 року.
Має точний удар з обох ніг, часто виконує стандарти. Багато забиває. Володіє пасом, агресивний у двоборствах, але через скромні габарити (лише 170 см зросту) невпевнено грає головою.

## Титули та досягнення
- Чемпіон Нідерландів (1):

«Аякс»: 2003-04
- Володар Кубка Нідерландів (2):

«Аякс»: 2006, 2007
- Володар Суперкубка Нідерландів (2):

«Аякс»: 2005, 2006
- Чемпіон Іспанії (1):

«Реал»: 2007-08
- Володар Суперкубка Іспанії (1):

«Реал»: 2008
- Чемпіон Італії (1):

«Інтернаціонале»: 2009-10
- Володар Кубка Італії (1):

«Інтернаціонале»: 2010
- Володар Суперкубка Італії (1):

«Інтернаціонале»: 2010
- Переможець Ліги чемпіонів УЄФА (1):

«Інтернаціонале»: 2009-10
- Переможець Клубного чемпіонату світу з футболу (1):

«Інтернаціонале»: 2010
- Чемпіон Туреччини (2):

«Галатасарай»: 2012–13, 2014–15
- Володар Кубка Туреччини (3):

«Галатасарай»: 2013–14, 2014–15, 2015–16
- Володар Суперкубка Туреччини (3):

«Галатасарай»: 2013, 2015, 2016
- Віце-чемпіон світу: 2010
- Бронзовий призер чемпіонату світу: 2014